# Мікоплазмоз урогенітальний
Урогенітальний мікоплазмоз в останні роки займає одне з перших місць у структурі захворювань, які передаються статевим шляхом.
Збудники Mycoplasma hominis або Mycoplasma genitalium — грамнегативні внутрішньоклітинні дрібні бактерії, які не мають щільної клітинної оболонки. Належать до домену (надцарство) Eubacteria. Це найдрібніші прокаріоти, що здатні самостійно розмножуватися. Через те, що протопласт ззовні обмежений тільки плазматичною мембраною, мікоплазми осмотично надзвичайно лабільні. У більшості мікоплазм — Mycoplasma і Ureaplasma, геном є у 4 рази менший, ніж у Escherichia coli. Таким чином, серед прокаріот, здатних до самостійної репродукції, вони мають найменший геном. Їх нині відносять до порядку Mycoplasmatales, і виділили у окремий клас бактерій — Mollicutes («ті, що мають м'яку шкіру»). Саме це підкреслює філогентичну відміну мікоплазм від усіх інших бактерій.
Окрім урогенітального мікоплазмозу, в людини може виникати ще респіраторний мікоплазмоз.
Зараження урогенітальним мікоплазмозом — переважно статевим шляхом. Можливий і побутовий шлях зараження (забруднена білизна, губки, мочалки). Існує внутрішньоутробна передача й зараження немовляти при проходженні через інфіковані родові шляхи матері.
Інкубаційний період — від 4 до 25 днів, частіше — 9—12 днів.
Урогенітальний мікоплазмоз частіше перебігає безсимптомно, але можлива її активація під впливом зовнішніх або внутрішніх факторів (при стресових ситуаціях, переохолодженнях, вагітності, інтоксикації, авітамінозі, супутніх хронічних захворюваннях). Для захворювання характерна більша частота ускладнень і значна стійкість до терапії, яка проводиться.

## Клінічні прояви
Клінічні прояви у чоловіків:
- періодичні незначні виділення з уретри, іноді після сечовипускання або дефекації;
- рідко — свербіж, болючість в уретрі;
- періодичні болі в ділянці таза, у промежині, паху, у крижовій ділянці, в ділянці стегна; у яєчках;
- скарги, характерні для простатиту;
- безплідність.

Клінічні прояви у жінок:
- свербіж, печіння й болючість в уретрі;
- незначні слизуваті виділення, гіперемія, набряклість складок в ділянці уретри або між клітором і уретрою;
- слизисто-гнійні виділення із шийки матки;
- іноді при менструації — відчуття важкості й болю в попереку, внизу живота;
- безплідність;
- позаматкова вагітність.

## Методи діагностики
Для дослідження використовують сечу, зскрібки з уретри й шийки матки.
Культуральний метод. На відміну від хламідій мікоплазми здатні розмножуватися на штучних живильних середовищах внутрішньоклітинно. Вони містять РНК і ДНК, продукують фермент уреазу, завдяки чому розщеплюють сечовину й вуглекислий газ та аміак, змінюючи рН середовища з 6 до 7,5 і забарвлення середовища з жовтого на рожеве.
ПЛР (полімеразна ланцюгова реакція) — заснована на виявленні специфічної ділянки ДНК мікроорганізму й дозволяє з високою специфічністю визначати 100 і менше мікробних клітин. Переваги методу — висока чутливість і специфічність, відсутність спеціальних вимог до забору матеріалу, простота транспортування й забору, неінвазивність, постановка реакції в напівавтоматичному режимі, швидке одержання результатів, визначення збудника в чоловіків і жінок із безсимптомним перебігом мікоплазмозу.
ПІФ (пряма імунофлюоресценції). Суть методу — у з'єднанні антитіл, мічених флуорохромом, зі специфічним антигеном і в спостереженні продукту розпаду реакції під люмінесцентним мікроскопом. При люмінесцентній мікроскопії антигени мікоплазм виявляються на темному або жовтогарячому тлі цитоплазми епітеліальних клітин у вигляді цитоплазматичних включень, які флюоресціюють яскраво-зеленим або жовто-зеленим кольором. Це високочутливий і специфічний метод діагностики мікоплазмозу. Однак імунологічні методи, засновані на виявленні антигенів, досить часто дають помилкові результати (нестандартність наборів, що випускаються, суб'єктивізм оцінки результатів, низька чутливість при малосимптомному мікоплазмозі).
ІФА (імуноферментний аналіз) — метод імуногістохімічного виявлення антигенів. Метод подібний до ПІФ, однак антигени кон'югують не з флуорохромом, а з ферментом, для виявлення якого необхідне проведення гістохімічної реакції.
Особливість ІФА та ПІФ у тому, що після лікування результати можуть залишатися позитивними 1-1,5 місяця. Тому контрольні аналізи після лікування повинні виконуватися через 1 — 2 місяці.
Серологічні методи. Ці методи дозволяють у процесі хвороби виявити зростання титрів антитіл, що визначається при дослідженні парних сироваток у РЗК (реакція зв'язування комплементу) і РНГА (реакція непрямої гемаглютинації).

## Методи лікування
Основу методики лікування становить призначення антибіотиків, до яких чутливі мікоплазми. Для покращення результатів призначаються два, а іноді й три антибіотики на тлі імуномодуляторів, протизапальних препаратів.
Лікуванню передує призначення протипротозойних засобів, по закінченню призначають протигрибкові препарати..
Місцево — інстиляції розчинів антисептиків (хлоргексидин, мірамістин, розчини коларголу або протарголу та ін.).
Рідше призначаються додатково вітаміни, антигістамінні засоби, гепатопротектори, біогенні препарати, ферментні препарати.
Застосовуються антибіотики:
- макроліди (кларитроміцин, спіраміцин,джозаміцин,мідекаміцин, рокситроміцин, азитроміцин);
- фторхінолони (офлоксацин, гатіфлоксацин, моксифлоксацин);
- доксициклін.

Дози, кількість прийомів, тривалість застосування визначаються індивідуально для кожного пацієнта, що істотно покращує результати лікування.
Ускладнення лікування: у чоловіків — хронічні форми простатиту, уретриту, безплідність; у жінок — аднексити, вагініти, цервіцити, сальпінгіти, безплідність.
У період лікування забороняється статеве життя, вживання спиртних напоїв.
Про всі зміни стану потрібно негайно повідомляти лікаря. Паралельно повинні лікуватися обидва партнери або, точніше, всі статеві партнери.
Складність лікування мікоплазмозу дуже часто пов'язана з одночасним невиявленим та невилікуваним трихомоніазом, збудник якого значно більший розмірами, захоплює мікоплазми всередину, чим унеможливлює дії на них антибіотиків.

## Профілактика
Використання презерватива, обмеження кількості партнерів (особливо із груп ризику). Жоден із методів не дає 100 % гарантії, оскільки презервативи рвуться, «злітають».
Контрольна діагностика проводиться через 1—1,5 місяця за допомогою одного з перерахованих вище методів.